# فهرست منابع غذایی دارای پتاسیم
فهرست زیر شامل منابع غذایی دارای پتاسیم در گروه‌های لبنیات و مواد غیرلبنی مشابه، تخم ماکیان، خشکبار، حبوبات، غلات، میوه، سبزی و صیفی‌جات، نان، ادویه، آبزیان و همچنین گوشت و اعضای خوراکی در ردهٔ گاو، گوساله، بره، مرغ و ماکیان (به غیر از مرغ) می‌باشد. مقادیر واقعی پتاسیم در مواد غذایی همانند نان که در کارخانه‌های مختلف یا مشاغل مرتبط در سراسر جهان تولید می‌شود، به دلیل پارامترهای تأثیرگذار متغیر در تولید محصول، احتمال دارد دارای مغایرت‌های قابل توجهی با مقادیر ذکر شده در جدول باشند. مقادیر موجود در جداول بر اساس زیاد به کم فهرست‌بندی شده‌است.
جداول زیر دارای داده‌های متغیر می‌باشد، بدین مفهوم که با گذر زمان ممکن است داده‌هایی به جدول گروه مواد خوراکی، اضافه شده یا حذف گردد لذا در هیچ زمانی نمی‌توان این مقاله را یک مقاله کامل شده قلمداد کرد.

## لبنیات و مواد غیرلبنی مشابه
| ماده غذایی (۱۰۰ گرم)                                                   | پتاسیم (میلی‌گرم) |
| ---------------------------------------------------------------------- | ---------------- |
| آب‌پنیر ترش، خشک شده                                                    | ۲۲۸۹             |
| آب‌پنیر شیرین، خشک شده                                                  | ۲۰۸۰             |
| شیر بدون چربی، خشک (پودر)، معمولی، بدون افرودنی ویتامین آ و دی         | ۱۷۹۴             |
| شیر بدون چربی، خشک (پودر)، فوری (instant)، بدون افرودنی ویتامین آ و دی | ۱۷۰۵             |
| شیر کامل، خشک (پودر)، بدون افرودنی ویتامین دی                          | ۱۳۳۰             |
| شیر کامل، خشک (پودر)، غنی شده با ویتامین دی                            | ۱۳۳۰             |
| کره بادام، ساده، دارای نمک                                             | ۷۴۸              |
| کره بادام زمینی، دارای تکه‌های خرد شده ریز، دارای نمک                   | ۷۴۵              |
| پودر جایگزین خامه                                                      | ۶۶۹              |
| کره تخمه آفتابگردان، دارای نمک                                         | ۵۷۶              |
| کره بادام زمینی، نوع نرم، دارای نمک                                    | ۵۵۸              |
| ارده، از دانه‌های برشته شده و تفت داده شده (بیشتریت نوع مصرفی)          | ۴۱۴              |
| پنیر آمریکایی بی‌چرب                                                    | ۳۹۳              |
| خامه نارگیل (مایع چلانده شده از گوشت رنده شده نارگیل)                  | ۳۲۵              |
| شیر نارگیل طبیعی (شیر چلانده شده از مایع و گوشت رنده شده نارگیل)       | ۲۶۳              |
| بلوچیز                                                                 | ۲۵۶              |
| ماست ساده بدون چربی                                                    | ۲۵۵              |
| شیر کم سدیم                                                            | ۲۵۳              |
| بستنی شکلاتی                                                           | ۲۴۹              |
| ماست ساده کم‌چرب                                                        | ۲۳۴              |
| پنیر ریکوتا، تهیه شده با شیر کامل                                      | ۲۱۹              |
| خامه ترش، لایت                                                         | ۲۱۲              |
| شیر بز، غنی شده با ویتامین دی                                          | ۲۰۴              |
| بستنی وانیلی                                                           | ۱۹۹              |
| شیر، نوشیدنی شکلات، کاکائو داغ، خانگی                                  | ۱۹۷              |
| بستنی توت‌فرنگی                                                         | ۱۸۸              |
| پنیر ادامر                                                             | ۱۸۸              |
| پنیر کامامبر                                                           | ۱۸۷              |
| شیر کاکائو بدون چربی، غنی شده با ویتامین آ و دی                        | ۱۸۲              |
| پنیر پارمسان رنده شده                                                  | ۱۸۰              |
| پنیر آمریکایی پاستوریزه کم‌چرب                                          | ۱۸۰              |
| شیر گاومیش هندی                                                        | ۱۷۸              |
| مایه جایگزین خامه، لایت                                                | ۱۷۷              |
| شیرکاکائو کم چربی، غنی شده با ویتامین آ و دی                           | ۱۷۲              |
| شیر کاکائو کم‌چرب، کارخانه‌ای، غنی شده با ویتامین آ و دی                 | ۱۶۹              |
| شیر کاکائو از شیر کامل، کارخانه‌ای، غنی شده با ویتامین آ و دی           | ۱۶۷              |
| کفیر ساده کم چرب، برند لایف‌وی (LIFEWAY)                                | ۱۶۴              |
| شیر بدون چربی                                                          | ۱۵۶              |
| شیر بدون چربی، غنی شده با ویتامین آ و دی                               | ۱۵۶              |
| ماست ساده، تهیه شده از شیر کامل                                        | ۱۵۵              |
| شیر یک درصد چربی                                                       | ۱۵۰              |
| شیر یک درصد چربی، غنی شده با ویتامین آ و دی                            | ۱۵۰              |
| شیر کاکائو سویا، بدون مواد افزودنی                                     | ۱۴۳              |
| ماست یونانی تهیه شده از شیر کامل                                       | ۱۴۱              |
| ماست یونانی کم چرب                                                     | ۱۴۱              |
| ماست یونانی بدون چربی                                                  | ۱۴۱              |
| شیر دو درصد چربی                                                       | ۱۴۰              |
| شیر دو درصد چربی، غنی شده با ویتامین آ و دی                            | ۱۴۰              |
| شیر گوسفند                                                             | ۱۳۷              |
| شیر با چربی کامل (۳/۲ درصد چربی)                                       | ۱۳۲              |
| شیر با چربی کامل (۳/۲ درصد چربی)، غنی شده با ویتامین دی                | ۱۳۲              |
| پنیر خامه‌ای                                                            | ۱۳۲              |
| پنیر آمریکایی پاستوریزه بدون ویتامین دی افزودنی                        | ۱۳۲              |
| خامه ترش، پرورشی                                                       | ۱۲۵              |
| پنیر کوتاژ کم‌چرب، دو درصد چربی                                         | ۱۲۵              |
| پنیر گودا                                                              | ۱۲۱              |
| شیر سویا، اورجینال و وانیلی، بدون مواد افزودنی                         | ۱۱۸              |
| پنیر سوئیسی کم چرب                                                     | ۱۱۱              |
| پنیر سوئیسی کم سدیم                                                    | ۱۱۱              |
| پنیر پارمسان کم سدیم                                                   | ۱۰۷              |
| پنیر موتزارلا، بدون چربی                                               | ۱۰۶              |
| پنیر کوتاژ خامه‌ای                                                      | ۱۰۴              |
| پنیر زیره                                                              | ۹۳               |
| پنیر پارمسان سفت                                                       | ۹۲               |
| پنیر رومانو                                                            | ۸۶               |
| پنیر کوتاژ کم‌چرب، یک درصد چربی                                         | ۸۶               |
| پنیر موتزارلا تهیه شده با شیر کامل                                     | ۷۶               |
| پنیر چدار                                                              | ۷۶               |
| پنیر سوئیسی                                                            | ۷۲               |
| پنیر فتا                                                               | ۶۲               |
| شیر انسان                                                              | ۵۱               |
| کره دارای نمک                                                          | ۲۴               |
| کره بی نمک                                                             | ۲۴               |

## تخم ماکیان
| ماده غذایی (۱۰۰ گرم)                  | پتاسیم (میلی‌گرم) |
| ------------------------------------- | ---------------- |
| سفیده تخم‌مرغ، خشک شده                 | ۱۱۲۵             |
| پودر جانشین تخم‌مرغ                    | ۷۴۴              |
| تخم‌مرغ کامل، خشک شده                  | ۵۴۰              |
| زرده تخم‌مرغ، خشک شده                  | ۲۶۴              |
| تخم اردک، خام                         | ۲۲۲              |
| تخم غاز، خام                          | ۲۱۰              |
| سفیده تخم‌مرغ، خام                     | ۱۶۳              |
| تخم‌مرغ کامل، سرخ‌شده                   | ۱۵۲              |
| تخم بوقلمون، خام                      | ۱۴۲              |
| تخم‌مرغ کامل، خام                      | ۱۳۸              |
| تخم‌مرغ کامل، پخته به روش تنگاب‌پز      | ۱۳۸              |
| تخم‌مرغ کامل، پخته به روش تخم‌مرغ هم‌زده | ۱۳۲              |
| تخم بلدرچین، خام                      | ۱۳۲              |
| تخم‌مرغ کامل، آب‌پز سفت (Hard Boiled)   | ۱۲۶              |
| تخم‌مرغ کامل، پخته به روش املت         | ۱۱۷              |
| زرده تخم مرغ، خام                     | ۱۰۹              |

## خشکبار
| ماده غذایی (۱۰۰ گرم)                      | پتاسیم (میلی‌گرم) |
| ----------------------------------------- | ---------------- |
| پسته خام                                  | ۱۰۲۵             |
| پسته، برشته‌شده به روش خشک                 | ۱۰۰۷             |
| تخم کدو کامل، برشته‌شده                    | ۹۱۹              |
| تخمه آفتاب‌گردان، مغز، برشته‌شده به روش خشک | ۸۵۰              |
| تخم کتان                                  | ۸۱۳              |
| تخم‌کدو، مغز، خشک‌شده                       | ۸۰۹              |
| تخم‌کدو نمکی، مغز، برشته‌شده                | ۷۸۸              |
| فندق، برشته‌شده به روش خشک                 | ۷۵۵              |
| کشمش طلایی رنگ، بی‌دانه                    | ۷۴۶              |
| کشمش سیاه بی‌دانه                          | ۷۴۴              |
| بادام                                     | ۷۳۳              |
| آلو بخارا، نپخته                          | ۷۳۲              |
| بادام زمینی، برشته‌شده با روغن             | ۷۲۶              |
| بادام، برشته‌شده به روش خشک                | ۷۱۳              |
| بادام زمینی                               | ۷۰۵              |
| بادام، برشته‌شده با روغن                   | ۶۹۹              |
| انجیر خشک‌شده                              | ۶۸۰              |
| فندق                                      | ۶۸۰              |
| بادام هندی خام                            | ۶۶۰              |
| تخم هندوانه، مغز، خشک‌شده                  | ۶۴۸              |
| تخمه آفتاب‌گردان، مغز، خشک‌شده              | ۶۴۵              |
| بادام زمینی، برشته‌شده به روش خشک          | ۶۳۴              |
| بادام هندی، برشته‌شده با روغن              | ۶۳۲              |
| دانه کاج خشک‌شده                           | ۵۹۷              |
| شاه‌بلوط اروپایی، برشته‌شده                 | ۵۹۲              |
| بادام هندی، برشته‌شده به روش خشک           | ۵۶۵              |
| گردو سیاه، خشک‌شده                         | ۵۲۳              |
| شاه‌بلوط اروپایی، خام، بی‌پوست              | ۴۸۴              |
| تخمه آفتاب‌گردان، مغز، برشته‌شده با روغن    | ۴۸۳              |
| دانه کنجد کامل، برشته‌شده                  | ۴۷۵              |
| دانه کنجد کامل، خشک‌شده                    | ۴۶۸              |
| گردو                                      | ۴۴۱              |
| بادام زمینی، پخته به روش آب‌پز             | ۱۸۰              |

## حبوبات
| ماده غذایی (۱۰۰ گرم)                  | پتاسیم (میلی‌گرم) |
| ------------------------------------- | ---------------- |
| سویا، خام                             | ۱۷۹۷             |
| سویا، تفت داده شده، فاقد نمک افزودنی  | ۱۴۷۰             |
| سویا، تفت داده شده به صورت خشک        | ۱۳۶۴             |
| لوبیا سفید پخته، آب‌پز                 | ۵۶۱              |
| سویا پخته، آب‌پز، بی نمک               | ۵۱۵              |
| لوبیا سفید کوچک پخته، آب‌پز            | ۴۶۳              |
| لوبیا چیتی پخته، آب‌پز                 | ۴۳۶              |
| لوبیا سیاه لاک‌پشتی پخته، آب‌پز         | ۴۳۳              |
| لوبیا قرمز پخته، آب‌پز                 | ۴۰۵              |
| لوبیا سفید ریز (Navy bean) پخته، آب‌پز | ۳۸۹              |
| عدس پخته، آب‌پز                        | ۳۶۹              |
| لپه پخته، آب‌پز                        | ۳۶۲              |
| لوبیا سیاه پخته، آب‌پز                 | ۳۵۵              |
| نخود پخته، آب‌پز                       | ۲۹۱              |
| لوبیا چشم‌بلبلی پخته، آب‌پز             | ۲۷۸              |

## غلات و مواد غذایی مرتبط
| ماده غذایی (۱۰۰ گرم)                          | پتاسیم (میلی‌گرم) |
| --------------------------------------------- | ---------------- |
| آرد سویا، پرچرب                               | ۲۵۱۵             |
| آرد سویا، فاقد چربی                           | ۲۳۸۴             |
| آرد سویا، کم‌چرب                               | ۲۰۹۰             |
| سبوس برنج، خام                                | ۱۴۸۵             |
| سبوس گندم، خام                                | ۱۱۸۲             |
| آرد سیب‌زمینی                                  | ۱۰۰۱             |
| گیاهک گندم (آرد جوانه گندم)، خام              | ۸۹۲              |
| آرد نخودچی                                    | ۸۴۶              |
| سبوس جو دوسر                                  | ۵۶۶              |
| جو پوست کنده                                  | ۴۵۲              |
| گندم دوروم                                    | ۴۳۱              |
| جو دوسر                                       | ۴۲۹              |
| آرد کنجد، پرچرب                               | ۴۲۳              |
| آرد کنجد، کم چرب                              | ۳۹۷              |
| آرد جو دوسر                                   | ۳۷۱              |
| آرد گندم از دانه کامل                         | ۳۶۳              |
| آرد ذرت زرد تهیه شده از دانه کامل ذرت         | ۳۱۵              |
| آرد ذرت سفید تهیه شده از دانه کامل ذرت        | ۳۱۵              |
| آرد جو                                        | ۳۰۹              |
| آرد برنج قهوه‌ای                               | ۲۸۹              |
| آرد مالت جو                                   | ۲۲۴              |
| سبوس جو دوسر، پخته                            | ۹۲               |
| برنج قهوه‌ای دانه بلند، پخته                   | ۸۶               |
| برنج قهوه‌ای دانه متوسط، پخته                  | ۷۹               |
| آرد برنج سفید                                 | ۷۶               |
| بلغور، پخته                                   | ۶۸               |
| پاستای غنی شده، پخته شده همراه با نمک افزودنی | ۴۴               |
| پاستای غنی شده، پخته بدون نمک افزودنی         | ۴۴               |
| برنج سفید دانه بلند معمولی، غنی شده، پخته     | ۳۵               |
| برنج سفید دانه بلند معمولی، غنی نشده، پخته    | ۳۵               |
| ماکارونی سبزیجات غنی شده، پخته                | ۳۱               |
| برنج سفید دانه متوسط، غنی نشده، پخته          | ۲۹               |
| برنج سفید دانه متوسط، غنی شده، پخته           | ۲۹               |
| برنج سفید دانه کوتاه، غنی نشده، پخته          | ۲۶               |
| برنج سفید دانه کوتاه، غنی شده، پخته           | ۲۶               |
| نودل برنج، پخته                               | ۴                |

## میوه
| ماده غذایی (۱۰۰ گرم)                                         | پتاسیم (میلی‌گرم) |
| ------------------------------------------------------------ | ---------------- |
| تمر هندی                                                     | ۶۲۸              |
| نارگیل، قسمت گوشتی، خشکشده                                   | ۵۴۳              |
| آووکادو                                                      | ۴۸۵              |
| دوریان                                                       | ۴۳۶              |
| موز                                                          | ۳۵۸              |
| نارگیل، قسمت گوشتی                                           | ۳۵۶              |
| انگورفرنگی سیاه                                              | ۳۲۲              |
| کیوی سبز                                                     | ۳۱۲              |
| گرمک                                                         | ۲۶۷              |
| ازگیل ژاپنی                                                  | ۲۶۶              |
| زردآلو                                                       | ۲۵۹              |
| عناب                                                         | ۲۵۰              |
| انار                                                         | ۲۳۶              |
| انجیر                                                        | ۲۳۲              |
| طالبی                                                        | ۲۲۸              |
| گیلاس شیرین                                                  | ۲۲۲              |
| دارابی                                                       | ۲۱۶              |
| شلیل                                                         | ۲۰۱              |
| به                                                           | ۱۹۷              |
| توت                                                          | ۱۹۴              |
| انگور قرمز یا سبز، (نوع اروپایی همانند انگور بیدانه تامپسون) | ۱۹۱              |
| هلو زرد                                                      | ۱۹۰              |
| کام‌کوات                                                      | ۱۸۶              |
| پاپایا                                                       | ۱۸۲              |
| پرتقال                                                       | ۱۸۱              |
| آلبالو                                                       | ۱۷۳              |
| سرخالو                                                       | ۱۷۱              |
| انبه                                                         | ۱۶۸              |
| نارنگی                                                       | ۱۶۶              |
| تمشک سیاه                                                    | ۱۶۲              |
| خرمالوی ژاپنی                                                | ۱۶۱              |
| آلو                                                          | ۱۵۷              |
| توت‌فرنگی                                                     | ۱۵۳              |
| تمشک                                                         | ۱۵۱              |
| گریپ‌فروت، سفید                                               | ۱۴۸              |
| خیار با پوست                                                 | ۱۴۷              |
| لیموترش بدون پوست                                            | ۱۳۸              |
| خیار با پوست                                                 | ۱۳۶              |
| گریپ‌فروت صورتی و قرمز                                        | ۱۳۵              |
| گلابی آسیایی                                                 | ۱۲۱              |
| گلابی                                                        | ۱۱۶              |
| هندوانه                                                      | ۱۱۲              |
| آناناس                                                       | ۱۰۹              |
| سیب باپوست                                                   | ۱۰۷              |
| لیموی شیراز                                                  | ۱۰۲              |
| سیب بی‌پوست                                                   | ۹۰               |
| کرنبری                                                       | ۸۰               |
| بلوبری                                                       | ۷۷               |
| زیتون کنسروی (اندازه زیتون کوچک تا خیلی بزرگ)                | ۸                |

## سبزی و صیفی جات
| ماده غذایی (۱۰۰ گرم)                                      | پتاسیم (میلی‌گرم) |
| --------------------------------------------------------- | ---------------- |
| برگ چغندر (Beet greens)، پخته به روش آب‌پز                 | ۹۰۹              |
| برگ چغندر خام                                             | ۷۶۲              |
| شوید                                                      | ۷۳۸              |
| سیب‌زمینی هندی، پخته به روش آب‌پز یا تنوری                  | ۶۷۰              |
| رزماری تازه، برگ                                          | ۶۶۸              |
| شاهی خام                                                  | ۶۰۶              |
| لوبیا لیما، پخته به روش آب‌پز                              | ۵۷۰              |
| نعناع فلفلی تازه                                          | ۵۶۹              |
| اسفناج خام                                                | ۵۵۸              |
| جعفری تازه                                                | ۵۵۴              |
| سیب‌زمینی، پوست قهوه‌ای (Russet)، پخته به روش تنوری با پوست | ۵۵۰              |
| برگ چغندر سوییسی، پخته به روش آب‌پز                        | ۵۴۹              |
| سیب‌زمینی قرمز، پخته به روش تنوری با پوست                  | ۵۴۵              |
| سیب‌زمینی سفید، پخته به روش تنوری با پوست                  | ۵۴۴              |
| دانه سویا سبز، پخته به روش آب‌پز                           | ۵۳۹              |
| جوانه سویا، خام                                           | ۴۸۴              |
| سیب‌زمینی شیرین بدون پوست، پخته به روش تنوری با پوست       | ۴۷۵              |
| اسفناج پخته به روش آب‌پز                                   | ۴۶۶              |
| نعنای دشتی                                                | ۴۵۸              |
| کوماتسونا خام                                             | ۴۴۹              |
| قارچ پورتابلا، پخته به روش کبابی گریل شده                 | ۴۳۷              |
| برگ کاسنی (Chicory greens) خام                            | ۴۲۰              |
| قارچ صدفی خام                                             | ۴۲۰              |
| سیب‌زمینی بدون پوست، پخته شده توسط مایکروویو با پوست       | ۴۱۱              |
| سیر خام                                                   | ۴۰۱              |
| قارچ سفید، پخته به روش سرخ شده سریع در روغن               | ۳۹۶              |
| سیب‌زمینی بدون پوست، پخته به روش تنوری                     | ۳۹۱              |
| کلم فندقی خام                                             | ۳۸۹              |
| خردل چینی خام                                             | ۳۸۴              |
| جوانه نخود فرنگی، خام                                     | ۳۸۱              |
| برگ چغندر سوییسی خام                                      | ۳۷۹              |
| سیب‌زمینی بدون پوست، پخته به روش آب‌پز با پوست              | ۳۷۹              |
| کلم‌برگ چینی (پاک‌چوی)، پخته به روش آب‌پز                    | ۳۷۱              |
| کنگر فرنگی خام                                            | ۳۷۰              |
| قارچ پورتابلا خام                                         | ۳۶۴              |
| قارچ سفید، پخته به روش آب‌پز                               | ۳۵۶              |
| جوانه سویا، پخته به روش بخارپز                            | ۳۵۵              |
| شاهی، پخته به روش آب‌پز                                    | ۳۵۳              |
| کلم قمری خام                                              | ۳۵۰              |
| کلم بروکلی راب، پخته شده                                  | ۳۴۳              |
| کلم قمری، پخته به روش آب‌پز                                | ۳۴۰              |
| فلفل خیلی تند سبز خام                                     | ۳۴۰              |
| شالت خام                                                  | ۳۳۴              |
| سیب‌زمینی بدون پوست، پخته به روش آب‌پز با پوست              | ۳۲۸              |
| قارچ شیتاکه، پخته به روش سرخ شده سریع در روغن             | ۳۲۶              |
| جوانه عدس، خام                                            | ۳۲۲              |
| فلفل خیلی تند قرمز خام                                    | ۳۲۲              |
| هویج خام                                                  | ۳۲۰              |
| قارچ سفید خام                                             | ۳۱۸              |
| جوانه لوبیای ناوی (سفید ریز)، پخته به روش آب‌پز            | ۳۱۷              |
| کلم فندقی، پخته به روش آب‌پز                               | ۳۱۷              |
| کلم بروکلی خام                                            | ۳۱۶              |
| جوانه لوبیای ناوی (سفید ریز) خام                          | ۳۰۷              |
| چغندر (Beet)، پخته به روش آب‌پز                            | ۳۰۵              |
| شلغم زرد خام                                              | ۳۰۵              |
| قارچ شیتاکه خام                                           | ۳۰۴              |
| گل کلم خام                                                | ۲۹۹              |
| برگ شلغم (Turnip greens) خام                              | ۲۹۶              |
| ریحان تازه                                                | ۲۹۵              |
| کلم بروکلی پخته به روش آب‌پز                               | ۲۹۳              |
| ریواس خام                                                 | ۲۸۸              |
| دانه ذرت زرد                                              | ۲۸۷              |
| کنگرفرنگی، پخته به روش آب‌پز                               | ۲۸۶              |
| ترب سفید پخته به روش آب‌پز                                 | ۲۸۵              |
| کوماتسونا، پخته به روش آب‌پز                               | ۲۸۵              |
| کرفس، پخته به روش آب‌پز                                    | ۲۸۴              |
| جوانه عدس، پخته به روش سرخ شده سریع در روغن               | ۲۸۴              |
| پیازچه خام                                                | ۲۷۶              |
| برگ مو                                                    | ۲۷۲              |
| نخود فرنگی سبز، پخته به روش آب‌پز                          | ۲۷۱              |
| ذرت شیرین زرد خام                                         | ۲۷۰              |
| باقلا، پخته به روش آب‌پز                                   | ۲۶۸              |
| کدو سبز، پخته به روش آب‌پز با پوست                         | ۲۶۴              |
| کلم قرمز، پخته به روش آب‌پز                                | ۲۶۲              |
| کرفس خام                                                  | ۲۶۰              |
| کلم‌برگ چینی (پاک‌چوی) خام                                  | ۲۵۲              |
| برگ گشنیز خام                                             | ۲۵۱              |
| باقلای نارس، خام                                          | ۲۵۰              |
| کاهوی رومی خام                                            | ۲۴۷              |
| گوجه‌فرنگی، پخته به روش خورشتی                             | ۲۴۷              |
| نخود فرنگی سبز خام                                        | ۲۴۴              |
| کلم قرمز خام                                              | ۲۴۳              |
| کاهو باترهد (butterhead) خام                              | ۲۳۸              |
| گوجه‌فرنگی قرمز خام                                        | ۲۳۷              |
| هویج، پخته به روش آب‌پز                                    | ۲۳۵              |
| تربچه خام                                                 | ۲۳۳              |
| کدو تنبل، پخته به روش آب‌پز                                | ۲۳۰              |
| سیب‌زمینی شیرین، پخته به روش آب‌پز                          | ۲۳۰              |
| کلم ساوی خام                                              | ۲۳۰              |
| ترب سفید خام                                              | ۲۲۷              |
| مارچوبه، پخته به روش آب‌پز                                 | ۲۲۴              |
| گوجه‌فرنگی قرمز پخته                                       | ۲۱۸              |
| ذرت شیرین زرد، پخته به روش آب‌پز                           | ۲۱۸              |
| شلغم زرد، پخته به روش آب‌پز                                | ۲۱۶              |
| کولارد خام                                                | ۲۱۳              |
| لوبیا سبز خام                                             | ۲۱۱              |
| فلفل دلمه‌ای قرمز خام                                      | ۲۱۱              |
| برگ شلغم، پخته به روش آب‌پز                                | ۲۰۳              |
| مارچوبه خام                                               | ۲۰۲              |
| کلم بروکلی راب خام                                        | ۱۹۶              |
| کلم‌پیچ، پخته به روش آب‌پز                                  | ۱۹۶              |
| کاهو برگ سبز (green leaf) خام                             | ۱۹۴              |
| باقلای نارس، پخته به روش آب‌پز                             | ۱۹۳              |
| فلفل دلمه‌ای قرمز، تفت داده شده                            | ۱۹۳              |
| شلغم خام                                                  | ۱۹۱              |
| کاهو برگ قرمز (red leaf) خام                              | ۱۸۷              |
| کلم ساوی، پخته به روش آب‌پز                                | ۱۸۴              |
| تره‌فرنگی، خام                                             | ۱۸۰              |
| شلغم، پخته به روش آب‌پز                                    | ۱۷۷              |
| فلفل دلمه‌ای سبز خام                                       | ۱۷۵              |
| کلم‌پیچ خام                                                | ۱۷۰              |
| پیاز، پخته به روش آب‌پز                                    | ۱۶۶              |
| فلفل دلمه‌ای سبز، پخته به روش آب‌پز                         | ۱۶۶              |
| خردل چینی، پخته به روش آب‌پز                               | ۱۶۲              |
| جوانه ماش خام                                             | ۱۴۹              |
| پیاز خام                                                  | ۱۴۶              |
| لوبیا سبز، پخته به روش آب‌پز                               | ۱۴۶              |
| گل کلم، پخته به روش آب‌پز                                  | ۱۴۲              |
| کاهو آیس‌برگ (icebearg) خام                                | ۱۴۱              |
| بامیه، پخته به روش آب‌پز                                   | ۱۳۵              |
| فلفل دلمه‌ای سبز، تفت داده شده                             | ۱۳۴              |
| پیاز زرد تفت داده شده                                     | ۱۳۳              |
| بادنجان، پخته به روش آب‌پز                                 | ۱۲۳              |
| قارچ شیتاکه پخته شده                                      | ۱۱۷              |
| کولارد پخته به روش آب‌پز                                   | ۱۱۷              |
| جوانه ماش، پخته به روش آب‌پز                               | ۱۰۱              |
| تره‌فرنگی، پخته به روش آب‌پز                                | ۸۷               |
| جوانه یونجه، خام                                          | ۷۹               |

## نان
| ماده غذایی (۱۰۰ گرم)               | پتاسیم (میلی‌گرم) |
| ---------------------------------- | ---------------- |
| گندم کامل کارخانه‌ای، برشته شده     | ۳۲۶              |
| تورتیا گندم کامل                   | ۲۶۲              |
| گندم کامل کارخانه‌ای                | ۲۵۴              |
| پومپرنیکل، برشته شده               | ۲۲۸              |
| سبوس گندم                          | ۲۲۷              |
| گندم، برشته شده                    | ۲۲۳              |
| سبوس برنج                          | ۲۱۵              |
| پومپرنیکل                          | ۲۰۸              |
| چاودار، برشته شده                  | ۱۸۳              |
| پیتا گندم کامل                     | ۱۷۰              |
| چاودار                             | ۱۶۶              |
| جو دوسر، برشته شده                 | ۱۵۴              |
| بیگل دارچین و کشمش                 | ۱۴۸              |
| سبوس جو                            | ۱۴۷              |
| جو دوسر                            | ۱۴۲              |
| گندم                               | ۱۴۱              |
| فرانسوی (دارای خمیرترش)، برشته شده | ۱۴۰              |
| سبوس جو، برشته شده                 | ۱۲۳              |
| پیتا، سفید، غنی نشده               | ۱۲۰              |
| فرانسوی (دارای خمیرترش)            | ۱۱۷              |
| بیگل سبوس جو                       | ۱۱۵              |
| بیگل تخم مرغی                      | ۶۸               |

## ادویه
| ماده غذایی (۱۰۰ گرم) | پتاسیم (میلی‌گرم) |
| -------------------- | ---------------- |
| برگ گشنیز، خشک‌شده    | ۴۴۶۶             |
| شوید، خشک‌شده         | ۳۳۰۸             |
| ترخون، خشک‌شده        | ۳۰۲۰             |
| جعفری، خشک‌شده        | ۲۶۸۳             |
| ریحان، خشک‌شده        | ۲۶۳۰             |
| پاپریکا              | ۲۲۸۰             |
| پودر زردچوبه         | ۲۰۸۰             |
| فلفل قرمز            | ۲۰۱۴             |
| نعنای دشتی، خشک‌شده   | ۱۹۲۴             |
| دانه زیره سبز        | ۱۷۸۸             |
| زعفران               | ۱۷۲۴             |
| مرزنگوش، خشک‌شده      | ۱۵۲۲             |
| دانه زیره سیاه       | ۱۳۵۱             |
| فلفل سیاه            | ۱۳۲۹             |
| پودر زنجبیل          | ۱۳۲۰             |
| پودر سیر             | ۱۱۹۳             |
| پودر کاری            | ۱۱۷۰             |
| هل                   | ۱۱۱۹             |
| پودر میخک            | ۱۰۲۰             |
| رزماری، خشک‌شده       | ۱۹۵۵             |
| آویشن، خشک‌شده        | ۸۱۴              |
| برگ‌بو، خشک‌شده        | ۵۲۹              |
| پودر دارچین          | ۴۳۱              |
| پودر جوز هندی        | ۳۵۰              |
| فلفل سفید            | ۷۳               |

## آبزیان
| ماده غذایی (۱۰۰ گرم)                                    | پتاسیم (میلی‌گرم) |
| ------------------------------------------------------- | ---------------- |
| سالمون آتلانتیک، وحشی (غیر پرورشی)، پخته تحت حرارت خشک  | ۶۲۸              |
| صدف دوکفه‌ای، پخته تحت حرارت مرطوب، با ادویه مخلوط شده   | ۶۲۸              |
| لوزی‌ماهی اطلس، پخته تحت حرارت خشک                       | ۵۲۸              |
| تن زرد باله، پخته تحت حرارت خشک                         | ۵۲۷              |
| سرخو، با ادویه مخلوط شده، پخته تحت حرارت خشک            | ۵۲۲              |
| هوور مسقطی، پخته تحت حرارت خشک                          | ۵۲۲              |
| کاشی‌ماهی، پخته تحت حرارت خشک                            | ۵۱۲              |
| سالمون جویبار، پخته تحت حرارت خشک                       | ۵۰۵              |
| شمشیرماهی، پخته تحت حرارت خشک                           | ۴۹۹              |
| هامور، پخته تحت حرارت خشک، با ادویه مخلوط شده           | ۴۷۵              |
| سالمون کوهو پرورشی، پخته تحت حرارت خشک                  | ۴۶۰              |
| شبدیزماهی، پخته تحت حرارت خشک                           | ۴۵۹              |
| کفال راه‌راه (کفال خاکستری)، پخته تحت حرارت خشک          | ۴۵۸              |
| ذغال ماهی آتلانتیک، پخته تحت حرارت خشک                  | ۴۵۶              |
| سالمون کوهو، وحشی (غیر پرورشی)، پخته تحت حرارت مرطوب    | ۴۵۵              |
| قزل‌آلای رنگین‌کمان پرورشی، پخته تحت حرارت خشک            | ۴۵۰              |
| قزل‌آلای رنگین‌کمان وحشی (غیر پرورشی)، پخته تحت حرارت خشک | ۴۴۸              |
| سالمون صورتی، پخته تحت حرارت خشک                        | ۴۳۹              |
| سالمون کوهو وحشی (غیر پرورشی)، پخته تحت حرارت خشک       | ۴۳۴              |
| کپور، پخته تحت حرارت خشک                                | ۴۲۷              |
| شاه‌ماهی اطلسی، پخته تحت حرارت خشک                       | ۴۱۹              |
| خرچنگ دانجنس، پخته تحت حرارت مرطوب                      | ۴۰۸              |
| ماهی خال‌خالی، پخته تحت حرارت خشک                        | ۴۰۱              |
| ساردین آتلانتیک، کنسرو در روغن، بااستخوان               | ۳۹۷              |
| سالمون آتلانتیک، پرورشی، پخته تحت حرارت خشک             | ۳۸۴              |
| تیلاپیا، پخته تحت حرارت خشک                             | ۳۸۰              |
| سیمین‌ماهی رنگین‌کمان، پخته تحت حرارت خشک                 | ۳۷۲              |
| خوش‌گوشت، پخته تحت حرارت خشک                             | ۳۶۸              |
| خاویاری، پخته تحت حرارت خشک، با ادویه مخلوط شده         | ۳۶۴              |
| روغن‌ماهی کوچک، پخته تحت حرارت خشک                       | ۳۵۱              |
| حلزون خام                                               | ۳۴۷              |
| شوریده اطلسی، سرخ شده با لایه آرد                       | ۳۴۰              |
| تن، سفید، کنسرو شده در روغن                             | ۳۳۳              |
| اردک‌ماهی شمالی، پخته تحت حرارت خشک                      | ۳۳۱              |
| خارماهی نواری، پخته تحت حرارت خشک                       | ۳۲۸              |
| تن باله آبی، پخته تحت حرارت خشک                         | ۳۲۳              |
| خرچنگ آلاسکا کینگ (Alaska king)، پخته تحت حرارت مرطوب   | ۲۶۲              |
| کاد آتلانتیک، پخته تحت حرارت خشک                        | ۲۴۴              |
| صدف چروک شرقی، وحشی (غیر پرورشی)، پخته تحت حرارت خشک    | ۲۴۲              |
| لابستر شمالی، پخته تحت حرارت مرطوب                      | ۲۳۰              |
| تن نوع لایت، کنسرو شده در روغن                          | ۲۰۷              |
| خرچنگ کوئین (queen)، پخته تحت حرارت مرطوب               | ۲۰۰              |
| کفشک‌ماهی (گونه‌های کفشک و ماهی حلوا)، پخته تحت حرارت خشک | ۱۹۷              |
| خاویار، سیاه و قرمز، دانه‌دانه                           | ۱۸۱              |
| میگو، پخته تحت حرارت مرطوب، با ادویه مخلوط شده          | ۱۷۰              |
| صدف چروک شرقی، پرورشی، پخته تحت حرارت خشک               | ۱۵۲              |
| صدف چروک شرقی، وحشی (غیر پرورشی)، پخته تحت حرارت مرطوب  | ۱۳۹              |

## گاو
| ماده غذایی (۱۰۰ گرم)                                                                       | پتاسیم (میلی‌گرم) |
| ------------------------------------------------------------------------------------------ | ---------------- |
| تاپ سیرلوین، استیک، بدون چربی قابل دید، پخته با حرارت مستقیم                               | ۳۹۳              |
| کمر، استیک فیله، بدون استخوان، بدون چربی قابل دید، تمام گریدها، پخته به روش کبابی گریل شده | ۳۹۰              |
| تاپ سیرلوین، استیک، با چربی قابل دید، پخته با حرارت مستقیم                                 | ۳۶۸              |
| قلوه‌گاه، استیک، بدون چربی قابل دید، پخته با حرارت مستقیم                                   | ۳۶۵              |
| مغز، پخته به روش سرخ‌شده در تابه                                                            | ۳۵۴              |
| جگر، پخته به روش تفت‌آب‌پزی                                                                  | ۳۵۲              |
| جگر، پخته به روش سرخ‌شده در تابه                                                            | ۳۵۱              |
| قلوه‌گاه، استیک، بدون چربی قابل دید، پخته به روش تفت‌آب‌پزی                                   | ۳۵۱              |
| کمر، استیک فیله، بدون استخوان، با چربی قابل دید، تمام گریدها، پخته به روش کبابی گریل شده   | ۳۵۰              |
| قلوه‌گاه، استیک، با چربی قابل دید، پخته به روش تفت‌آب‌پزی                                     | ۳۳۷              |
| قلوه‌گاه، استیک، با چربی قابل دید، پخته با حرارت مستقیم                                     | ۳۲۶              |
| دنده، دنده‌های کوتاه، بدون چربی قابل دید، پخته به روش تفت‌آب‌پزی                              | ۳۱۳              |
| گردن، زیر کتف، بدون استخوان، با چربی قابل دید، تمام گریدها، پخته به روش کبابی گریل شده     | ۳۱۰              |
| سرسینه کامل، بدون چربی قابل دید، تمام گریدها، پخته به روش تفت‌آب‌پزی                         | ۲۸۵              |
| بالاران، قسمت پایین، استیک، بدون چربی قابل دید، تمام گریدها، پخته به روش تفت‌آب‌پزی          | ۲۷۸              |
| چرخکرده، فرم همبرگری، ۷۰ درصد گوشت ۳۰ درصد چربی، پخته با حرارت مستقیم                      | ۲۷۵              |
| بالاران، قسمت پایین، استیک، با چربی قابل دید، تمام گریدها، پخته به روش تفت‌آب‌پزی            | ۲۷۱              |
| سرسینه کامل، با چربی قابل دید، تمام گریدها، پخته به روش تفت‌آب‌پزی                           | ۲۵۹              |
| مغز، پخته به روش آرام‌پز                                                                    | ۲۴۴              |
| بالاران، قسمت پایین، بدون چربی قابل دید، تمام گریدها، پخته به روش برشته‌پزی                 | ۲۲۸              |
| دنده، دنده‌های کوتاه، با چربی قابل دید، پخته به روش تفت‌آب‌پزی                                | ۲۲۴              |
| بالاران، قسمت پایین، با چربی قابل دید، تمام گریدها، پخته به روش برشته‌پزی                   | ۲۲۳              |
| دل، پخته به روش آرام‌پز                                                                     | ۲۱۹              |
| زبان، پخته به روش آرام‌پز                                                                   | ۱۸۴              |
| جگر سفید، پخته به روش تفت‌آب‌پزی                                                             | ۱۷۳              |
| قلوه، پخته به روش آرام‌پز                                                                   | ۱۳۵              |

## گوساله
| ماده غذایی (۱۰۰ گرم)                                                                  | پتاسیم (میلی‌گرم) |
| ------------------------------------------------------------------------------------- | ---------------- |
| مغز، پخته به روش سرخ‌شده در تابه                                                       | ۴۷۲              |
| پا (بخش داخلی پای عقب)، بدون چربی قابل دید، پخته به روش سرخ شده در تابه (سوخاری نشده) | ۴۴۲              |
| پا (بخش داخلی پای عقب)، با چربی قابل دید، پخته به روش سرخ شده در تابه (سوخاری نشده)   | ۴۲۵              |
| پا (بخش داخلی پای عقب)، بدون چربی قابل دید، پخته به روش برشته‌پزی                      | ۳۹۳              |
| پا (بخش داخلی پای عقب)، با چربی قابل دید، پخته به روش برشته‌پزی                        | ۳۸۹              |
| پا (بخش داخلی پای عقب)، بدون چربی قابل دید، پخته به روش تفت‌آب‌پزی                      | ۳۸۷              |
| پا (بخش داخلی پای عقب)، با چربی قابل دید، پخته به روش تفت‌آب‌پزی                        | ۳۸۳              |
| راسته، بدون چربی قابل دید، پخته به روش برشته‌پزی                                       | ۳۶۵              |
| شانه، بازو، بدون چربی قابل دید، پخته به روش برشته‌پزی                                  | ۳۵۶              |
| جگر، پخته به روش سرخ‌شده در تابه                                                       | ۳۵۳              |
| راسته، با چربی قابل دید، پخته به روش برشته‌پزی                                         | ۳۵۱              |
| شانه، بازو، با چربی قابل دید، پخته به روش برشته‌پزی                                    | ۳۴۸              |
| شانه، بازو، بدون چربی قابل دید، پخته به روش تفت‌آب‌پزی                                  | ۳۴۷              |
| کمر، بدون چربی قابل دید، پخته به روش برشته‌پزی                                         | ۳۴۰              |
| راسته، بدون چربی قابل دید، پخته به روش تفت‌آب‌پزی                                       | ۳۳۹              |
| چرخکرده، پخته با حرارت مستقیم                                                         | ۳۳۷              |
| شانه، بازو، با چربی قابل دید، پخته به روش تفت‌آب‌پزی                                    | ۳۳۳              |
| جگر، پخته به روش تفت‌آب‌پزی                                                             | ۳۲۹              |
| شانه کامل (بازو و کتف)، بدون چربی قابل دید، پخته به روش برشته‌پزی                      | ۳۲۷              |
| کمر، با چربی قابل دید، پخته به روش برشته‌پزی                                           | ۳۲۵              |
| شانه کامل (بازو و کتف)، با چربی قابل دید، پخته به روش برشته‌پزی                        | ۳۲۲              |
| راسته، با چربی قابل دید، پخته به روش تفت‌آب‌پزی                                         | ۳۲۱              |
| شانه کامل (بازو و کتف)، بدون چربی قابل دید، پخته به روش تفت‌آب‌پزی                      | ۳۱۹              |
| راسته، بدون چربی قابل دید، پخته به روش تفت‌آب‌پزی                                       | ۳۱۸              |
| دنده، بدون چربی قابل دید، پخته به روش برشته‌پزی                                        | ۳۱۱              |
| شانه، کتف، بدون چربی قابل دید، پخته به روش برشته‌پزی                                   | ۳۱۰              |
| شانه کامل (بازو و کتف)، باچربی قابل دید، پخته به روش تفت‌آب‌پزی                         | ۳۰۹              |
| ماهیچه (جلو و عقب)، بدون چربی قابل دید، پخته به روش تفت‌آب‌پزی                          | ۳۰۹              |
| دنده، با چربی قابل دید، پخته به روش تفت‌آب‌پزی                                          | ۳۰۶              |
| شانه، کتف، با چربی قابل دید، پخته به روش برشته‌پزی                                     | ۳۰۶              |
| شانه، کتف، بدون چربی قابل دید، پخته به روش تفت‌آب‌پزی                                   | ۳۰۵              |
| ماهیچه (جلو و عقب)، با چربی قابل دید، پخته به روش تفت‌آب‌پزی                            | ۳۰۵              |
| کمر، بدون چربی قابل دید، پخته به روش تفت‌آب‌پزی                                         | ۲۹۷              |
| شانه، کتف، با چربی قابل دید، پخته به روش تفت‌آب‌پزی                                     | ۲۹۷              |
| دنده، با چربی قابل دید، پخته به روش برشته‌پزی                                          | ۲۹۵              |
| سینه کامل، بدون استخوان، بدون چربی قابل دید، پخته به روش تفت‌آب‌پزی                     | ۲۸۹              |
| کمر، با چربی قابل دید، پخته به روش تفت‌آب‌پزی                                           | ۲۸۰              |
| سینه کامل، بدون استخوان، با چربی قابل دید، پخته به روش تفت‌آب‌پزی                       | ۲۷۲              |
| چرخکرده، پخته به روش سرخ‌شده در تابه                                                   | ۲۴۵              |
| مغز، پخته به روش تفت‌آب‌پزی                                                             | ۲۱۴              |
| دل، پخته به روش تفت‌آب‌پزی                                                              | ۱۹۹              |
| زبان، پخته به روش تفت‌آب‌پزی                                                            | ۱۶۲              |
| قلوه، پخته به روش تفت‌آب‌پزی                                                            | ۱۵۹              |
| جگر سفید، پخته به روش تفت‌آب‌پزی                                                        | ۱۴۲              |

## بره
| ماده غذایی (۱۰۰ گرم)                                                              | پتاسیم (میلی‌گرم) |
| --------------------------------------------------------------------------------- | ---------------- |
| کمر، بدون چربی قابل دید، پخته با حرارت مستقیم                                     | ۳۷۶              |
| شانه، کتف، بدون چربی قابل دید، پخته با حرارت مستقیم                               | ۳۶۸              |
| مغز، سرخ‌شده در تابه                                                               | ۳۵۸              |
| جگر، سرخ‌شده در تابه                                                               | ۳۵۲              |
| شانه، بازو، بدون چربی قابل دید، پخته با حرارت مستقیم                              | ۳۴۰              |
| چرخکرده، پخته با حرارت مستقیم                                                     | ۳۳۹              |
| پا کامل (ران پای جلو و راسته)، بدون چربی قابل دید، پخته به روش برشته‌پزی           | ۳۳۸              |
| شانه، بازو، بدون چربی قابل دید، پخته به روش تفت‌آب‌پزی                              | ۳۳۸              |
| شانه، کتف، با چربی قابل دید، پخته با حرارت مستقیم                                 | ۳۳۶              |
| تکه مکعبی برای خورش یا کباب (پا و شانه)، بدون چربی قابل دید، پخته با حرارت مستقیم | ۳۳۵              |
| کمر، با چربی قابل دید، پخته با حرارت مستقیم                                       | ۳۲۷              |
| شانه کامل (بازو و کتف)، بدون چربی قابل دید، پخته با حرارت مستقیم                  | ۳۲۴              |
| دنده، بدون چربی قابل دید، پخته به روش برشته‌پزی                                    | ۳۱۵              |
| پا کامل (ران پای جلو و راسته)، با چربی قابل دید، پخته به روش برشته‌پزی             | ۳۱۳              |
| دنده، بدون چربی قابل دید، پخته با حرارت مستقیم                                    | ۳۱۳              |
| شانه، بازو، با چربی قابل دید، پخته با حرارت مستقیم                                | ۳۰۹              |
| شانه، بازو، با چربی قابل دید، پخته به روش برشته‌پزی                                | ۳۰۶              |
| شانه کامل، با چربی قابل دید، پخته با حرارت مستقیم                                 | ۳۰۱              |
| شانه، بازو، بدون چربی قابل دید، پخته به روش برشته‌پزی                              | ۲۷۷              |
| دنده، با چربی قابل دید، پخته به روش برشته‌پزی                                      | ۲۷۱              |
| دنده، با چربی قابل دید، پخته با حرارت مستقیم                                      | ۲۷۰              |
| ران پای جلو، بدون چربی قابل دید، پخته به روش تفت‌آب‌پزی                             | ۲۶۷              |
| کمر، بدون چربی قابل دید، پخته به روش برشته‌پزی                                     | ۲۶۷              |
| شانه کامل (کتف و بازو)، بدون چربی قابل دید، پخته به روش برشته‌پزی                  | ۲۶۵              |
| شانه کامل، بدون چربی قابل دید، پخته به روش تفت‌آب‌پزی                               | ۲۶۱              |
| تکه مکعبی برای خورش یا کباب (پا و شانه)، بدون چربی قابل دید، پخته به روش تفت‌آب‌پزی | ۲۶۰              |
| شانه، بازو، با چربی قابل دید، پخته به روش برشته‌پزی                                | ۲۵۹              |
| شانه، کتف، بدون چربی قابل دید، پخته به روش برشته‌پزی                               | ۲۵۸              |
| ران پای جلو، با چربی قابل دید، پخته به روش تفت‌آب‌پزی                               | ۲۵۷              |
| شانه، کتف، بدون چربی قابل دید، پخته به روش تفت‌آب‌پزی                               | ۲۵۴              |
| شانه کامل (کتف و بازو)، با چربی قابل دید، پخته به روش برشته‌پزی                    | ۲۵۱              |
| شانه کامل، با چربی قابل دید، پخته به روش تفت‌آب‌پزی                                 | ۲۴۸              |
| کمر، با چربی قابل دید، پخته به روش برشته‌پزی                                       | ۲۴۶              |
| شانه، کتف، با چربی قابل دید، پخته به روش برشته‌پزی                                 | ۲۴۶              |
| شانه، کتف، با چربی قابل دید، پخته به روش تفت‌آب‌پزی                                 | ۲۴۳              |
| جگر، پخته به روش تفت‌آب‌پزی                                                         | ۲۲۱              |
| مغز، پخته به روش تفت‌آب‌پزی                                                         | ۲۰۵              |
| دل، پخته به روش تفت‌آب‌پزی                                                          | ۱۸۸              |
| قلوه، پخته به روش تفت‌آب‌پزی                                                        | ۱۷۸              |
| زبان، پخته به روش تفت‌آب‌پزی                                                        | ۱۵۸              |
| جگر سفید، پخته به روش تفت‌آب‌پزی                                                    | ۱۲۷              |

## مرغ
| ماده غذایی (۱۰۰ گرم)                                                                   | پتاسیم (میلی‌گرم) |
| -------------------------------------------------------------------------------------- | ---------------- |
| سینه، فقط گوشت، جوجه گوشتی، پخته به روش باربیکیو با جوجه‌گردان                          | ۲۸۴              |
| سینه، فقط گوشت، جوجه گوشتی یا مرغ جوان مناسب سرخ کردن، پخته، سرخ‌شده                    | ۲۷۶              |
| ران کامل، فقط گوشت، جوجه گوشتی یا مرغ جوان مناسب سرخ کردن، پخته به روش برشته‌پزی        | ۲۶۹              |
| مغز ران، فقط گوشت، جوجه گوشتی یا مرغ جوان مناسب سرخ کردن، پخته به روش برشته‌پزی         | ۲۶۹              |
| ران کامل با پوست، جوجه گوشتی یا مرغ جوان مناسب سرخ کردن، پخته به روش برشته‌پزی          | ۲۶۴              |
| جگر، آرام‌پز                                                                            | ۲۶۳              |
| مغز ران، فقط گوشت، جوجه گوشتی یا مرغ جوان مناسب سرخ کردن، پخته، سرخ شده                | ۲۵۹              |
| سینه با پوست، جوجه گوشتی یا مرغ جوان مناسب سرخ کردن، پخته، سرخ شده با روکش آرد         | ۲۵۹              |
| سینه، فقط گوشت، جوجه گوشتی یا مرغ جوان مناسب سرخ کردن، پخته به روش برشته‌پزی            | ۲۵۶              |
| ران کامل، فقط گوشت، جوجه گوشتی یا مرغ جوان مناسب سرخ کردن، پخته، سرخ شده               | ۲۵۴              |
| مغز ران با پوست، جوجه گوشتی یا مرغ جوان مناسب سرخ کردن، پخته به روش برشته‌پزی           | ۲۵۳              |
| ساق ران با پوست، جوجه گوشتی یا مرغ جوان مناسب سرخ کردن، پخته به روش برشته‌پزی           | ۲۴۷              |
| مغز ران با پوست، جوجه گوشتی یا مرغ جوان مناسب سرخ کردن، پخته، سرخ شده با روکش آرد      | ۲۳۷              |
| ران کامل با پوست، جوجه گوشتی یا مرغ جوان مناسب سرخ کردن، پخته، سرخ شده با روکش آرد     | ۲۳۳              |
| ساق ران با پوست، جوجه گوشتی یا مرغ جوان مناسب سرخ کردن، پخته، سرخ شده با روکش آرد      | ۲۲۹              |
| بال با پوست، جوجه گوشتی یا مرغ جوان مناسب سرخ کردن، پخته به روش برشته‌پزی               | ۲۱۲              |
| بال، فقط گوشت، جوجه گوشتی یا مرغ جوان مناسب سرخ کردن، پخته به روش برشته‌پزی             | ۲۱۰              |
| بال، فقط گوشت، جوجه گوشتی یا مرغ جوان مناسب سرخ کردن، پخته، سرخ شده                    | ۲۰۸              |
| سینه با پوست، جوجه گوشتی یا مرغ جوان مناسب سرخ کردن، پخته، سرخ شده با روکش خمیرابه     | ۲۰۱              |
| مغز ران با پوست، جوجه گوشتی یا مرغ جوان مناسب سرخ کردن، پخته، سرخ شده با روکش خمیرابه  | ۱۹۲              |
| ران کامل، فقط گوشت، جوجه گوشتی یا مرغ جوان مناسب سرخ کردن، پخته به روش خورش            | ۱۹۰              |
| ران کامل با پوست، جوجه گوشتی یا مرغ جوان مناسب سرخ کردن، پخته، سرخ شده با روکش خمیرابه | ۱۸۹              |
| سینه، فقط گوشت، جوجه گوشتی یا مرغ جوان مناسب سرخ کردن، پخته به روش خورش                | ۱۸۷              |
| ساق ران با پوست، جوجه گوشتی یا مرغ جوان مناسب سرخ کردن، پخته، سرخ شده با روکش خمیرابه  | ۱۸۶              |
| ساق ران با پوست، جوجه گوشتی یا مرغ جوان مناسب سرخ کردن، پخته به روش خورش               | ۱۸۴              |
| مغز ران، فقط گوشت، جوجه گوشتی یا مرغ جوان مناسب سرخ کردن، پخته به روش خورش             | ۱۸۳              |
| سنگدان، آرام‌پز                                                                         | ۱۷۹              |
| سینه با پوست، جوجه گوشتی یا مرغ جوان مناسب سرخ کردن، پخته به روش خورش                  | ۱۷۸              |
| بال با پوست، جوجه گوشتی یا مرغ جوان مناسب سرخ کردن، پخته، سرخ شده با روکش آرد          | ۱۷۷              |
| ران کامل با پوست، جوجه گوشتی یا مرغ جوان مناسب سرخ کردن، پخته به روش خورش              | ۱۷۶              |
| مغز ران با پوست، جوجه گوشتی یا مرغ جوان مناسب سرخ کردن، پخته به روش خورش               | ۱۷۰              |
| بال با پوست، جوجه گوشتی یا مرغ جوان مناسب سرخ کردن، پخته به روش خورش                   | ۱۳۹              |
| بال با پوست، جوجه گوشتی یا مرغ جوان مناسب سرخ کردن، پخته، سرخ شده با روکش خمیرابه      | ۱۳۸              |
| دل، آرام‌پز                                                                             | ۱۳۲              |

## ماکیان (به غیر از مرغ)
| ماده غذایی (۱۰۰ گرم)                             | پتاسیم (گرم) |
| ------------------------------------------------ | ------------ |
| شترمرغ، قسمت صدفی، پخته                          | ۴۰۹          |
| غاز اهلی، گوشت، پخته به روش برشته‌پزی             | ۳۸۸          |
| شترمرغ، قسمت استریپ بیرونی، پخته                 | ۳۶۷          |
| شترمرغ، قسمت استریپ (strip) داخلی، پخته          | ۳۶۶          |
| شترمرغ، قسمت تیپ (tip) با حذف چربی‌ها، پخته       | ۳۶۲          |
| شترمرغ، قسمت تاپ لوین، پخته                      | ۳۵۳          |
| شترمرغ، قسمت داخلی پا، پخته                      | ۳۵۲          |
| غاز اهلی، گوشت و پوست، پخته به روش برشته‌پزی      | ۳۲۹          |
| بوقلمون، چرخ‌کرده، پخته                           | ۲۹۴          |
| بوقلمون، سینه، گوشت و پوست، پخته به روش برشته‌پزی | ۲۸۸          |
| بوقلمون، پا، گوشت و پوست، پخته به روش برشته‌پزی   | ۲۸۰          |
| قرقاول، پخته                                     | ۲۷۱          |
| بوقلمون، بال، گوشت و پوست، پخته به روش برشته‌پزی  | ۲۶۶          |
| مرغابی اهلی، گوشت، پخته به روش برشته‌پزی          | ۲۵۲          |
| بوقلمون، گوشت سفید، پخته به روش برشته‌پزی         | ۲۴۹          |
| بلدرچین                                          | ۲۱۶          |
| مرغابی اهلی، گوشت و پوست، پخته به روش برشته‌پزی   | ۲۰۴          |
| بوقلمون، دل، پخته به روش آرام‌پز                  | ۲۰۳          |
| بوقلمون، سنگدان، پخته به روش آرام‌پز              | ۱۹۳          |
| بوقلمون، جگر، پخته به روش آرام‌پز                 | ۱۵۳          |